# CID-42

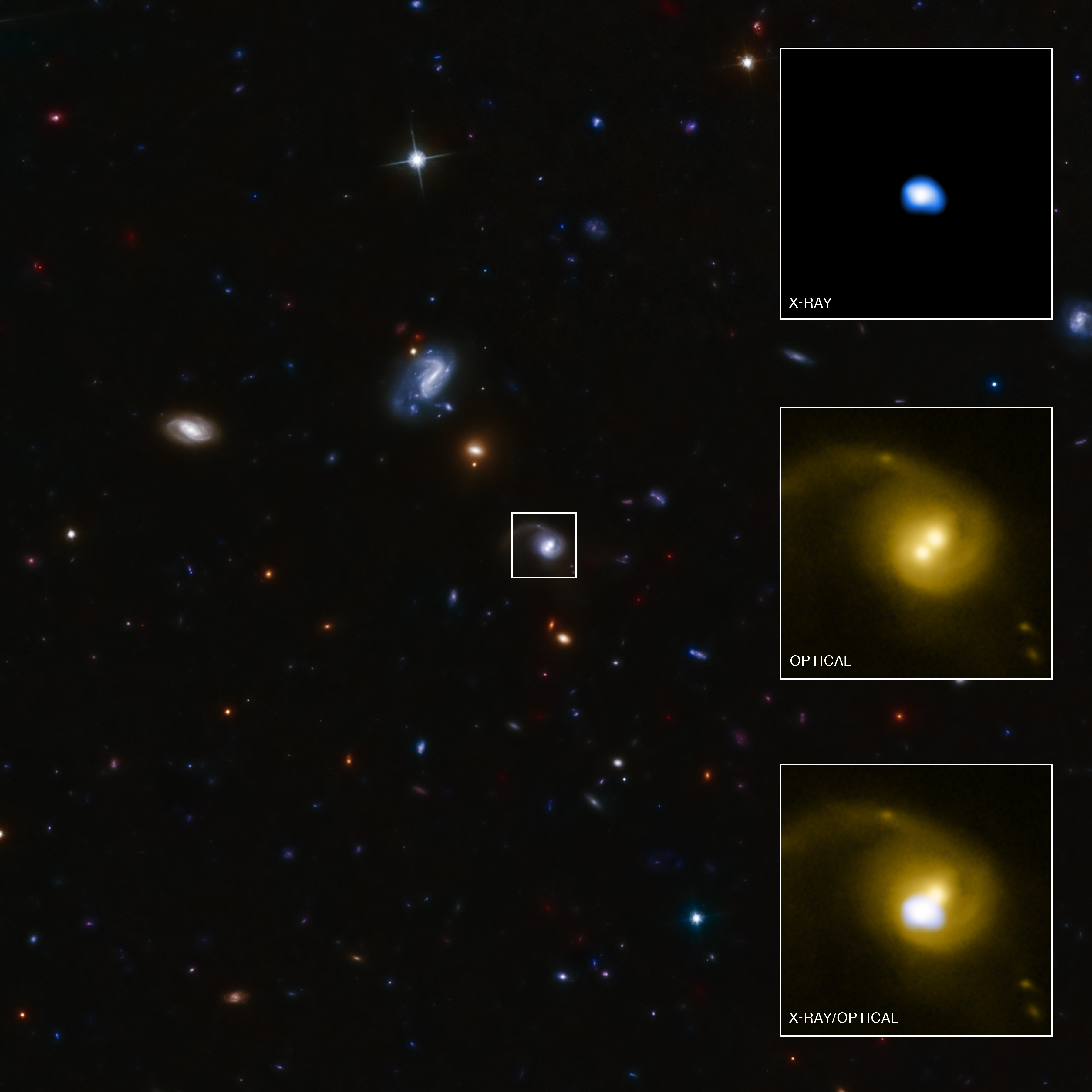
CID-42 w świetle widzialnym i w zakresie promieniowania X

CID-42 – źródło promieniowania rentgenowskiego, znajdujące się w gwiazdozbiorze Sekstantu, odległe o około 3,9 miliardów lat świetlnych od Ziemi, odkryte w ramach programu Cosmic Evolution Survey (COSMOS).
Źródło znajduje się w centrum galaktyki, która powstała stosunkowo niedawno w skali astronomicznej (kilkaset milionów lat temu) w wyniku zderzenia galaktyk. Na źródło promieniowania składają się dwie supermasywne czarne dziury, poruszające się wobec siebie z bardzo dużą prędkością – prawie pięciu milionów kilometrów na godzinę. Obserwacje wskazują, że jedna z tych czarnych dziur została wyrzucona z wnętrza jej galaktyki po kolizji tych obiektów, obiekty tego typu znane są jako recoiling black hole.
Istnieją dwie teorie wyjaśniające powstałą sytuację. W pierwszej z nich do kolizji galaktyk doszło pomiędzy „zwykłą” galaktyką a galaktyką powstałą wcześniej w wyniku wcześniejszej kolizji, w środku której znajdowały się już dwie supermasywne czarne dziury stanowiące układ podwójny. W wyniku skomplikowanych interakcji grawitacyjnych pomiędzy tymi trzema obiektami, najmniejsza z czarnych dziur została wyrzucona z wnętrza galaktyki, a dwie pozostałe zdążyły „zlać” się w jeden obiekt lub nadal stanowią bardzo ciasny układ podwójny.
Według drugiej teorii, do wyrzucenia supermasywnej czarnej dziury doszło po zwykłym zderzeniu galaktyk. W trakcie zbliżania się czarnych dziur do siebie, jedna z nich została odrzucona z wnętrza galaktyki przez asymetryczne fale grawitacyjne powstające w układach podwójnych czarnych dziur w czasie ich zbliżania do siebie.